# Quentin Thomas
Quentin Thomas és un jugador de bàsquet de la Universitat de Carolina del Nord. Ell i el seu equip van guanyar el campionat de bàsquet de la NCAA.